# مؤسسة التراث (فرنسا)

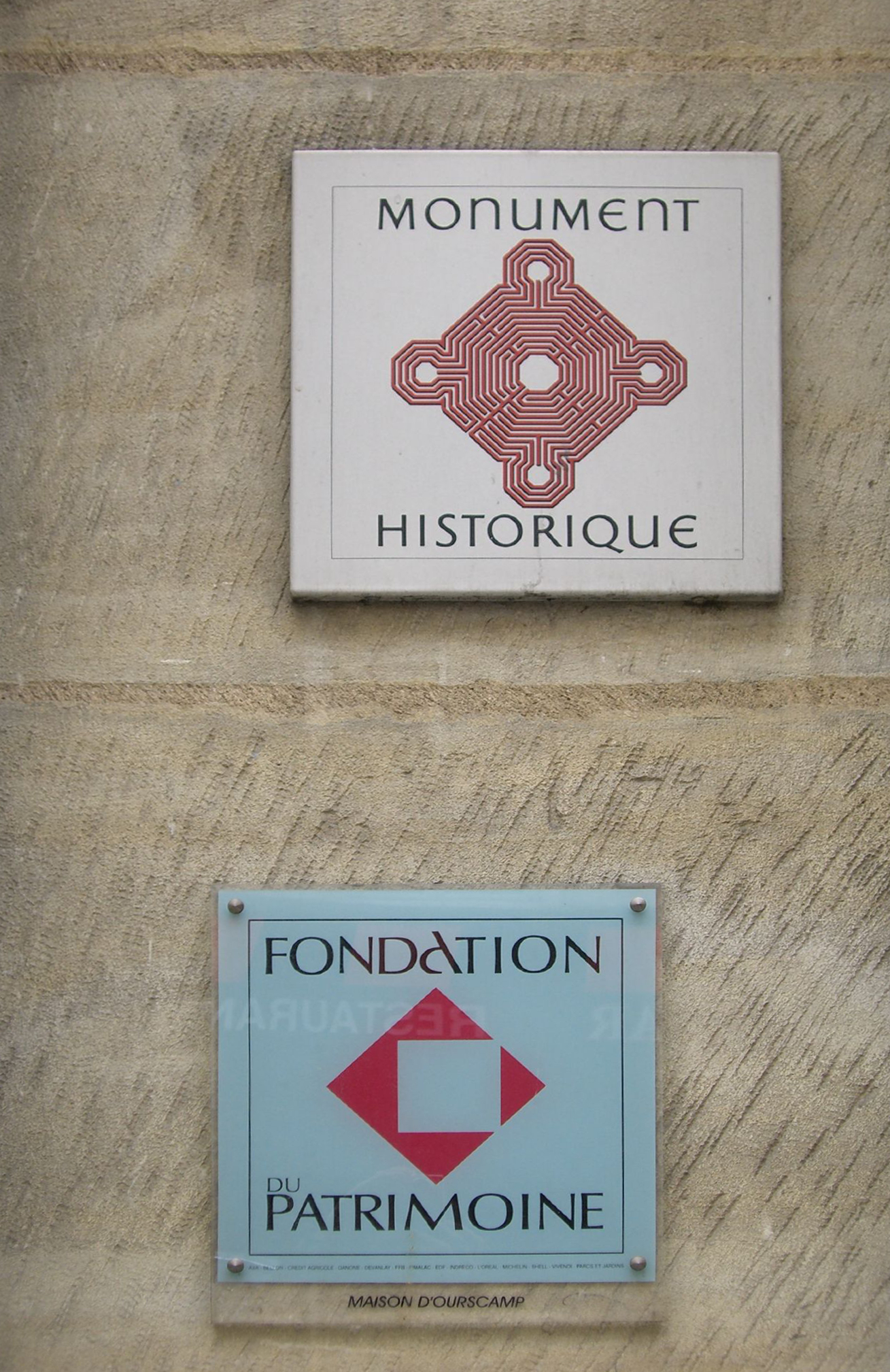
لوحة تلصق بمؤسسة التراث

مؤسسة التراث، هي منظمة خاصة غير ربحية مستقلة مهمتها حماية وتعزيز التراث الفرنسي المحلي.
تم تنظيمها في وفود إقليمية تتكون بشكل أساسي من متطوعين ، وهي تدعم مشاريع استعادة التراث من خلال تعزيز تمويلها.

و تدعم وزارة الثقافة علم الأعراق في المجالات التالية: علم الأجناس في فرنسا المعاصرة، أنثروبولوجيا التراث، الأنثروبولوجيا السمعية البصرية  

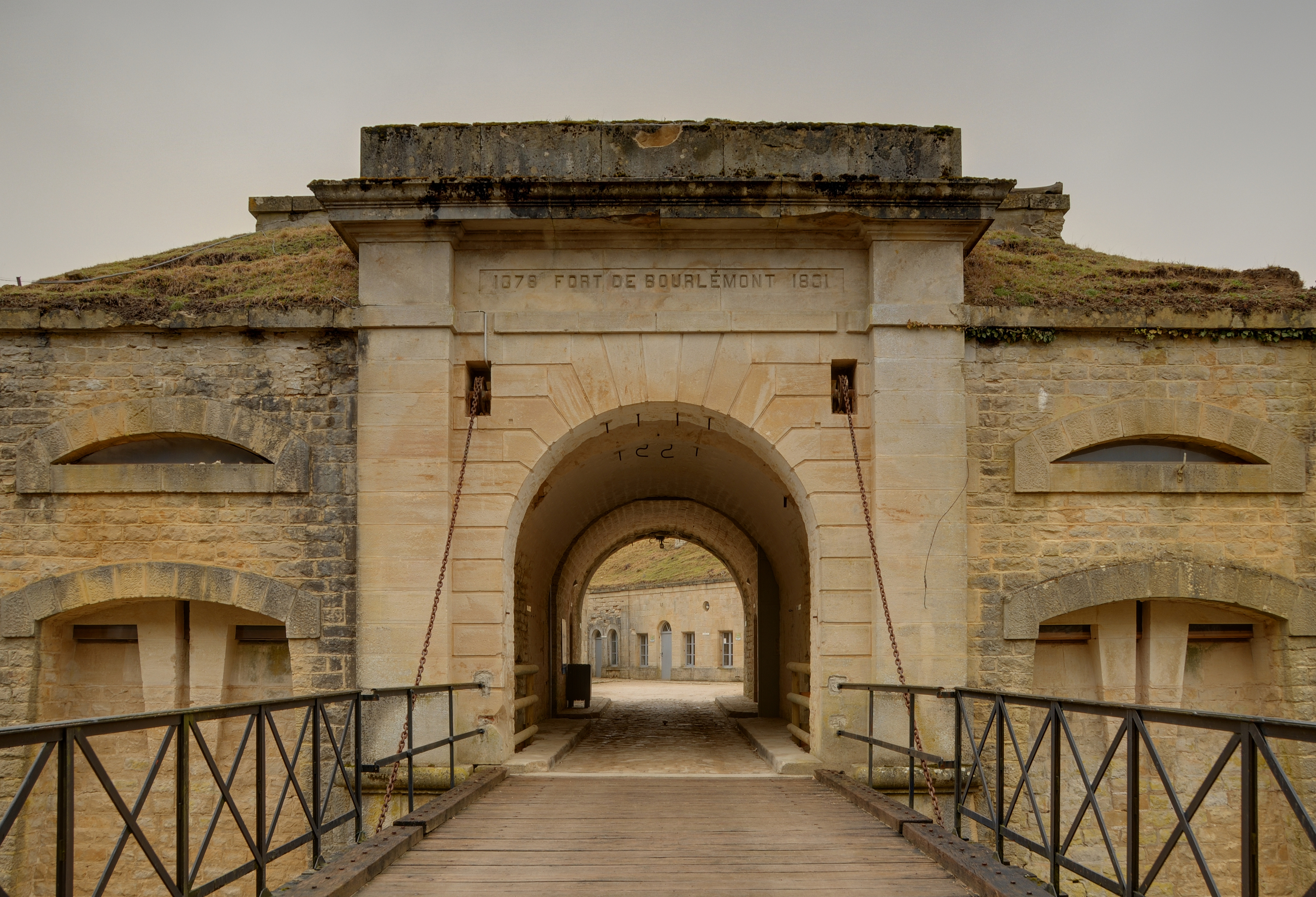
ترميم حصن بورليمونت بمشروع تكامل

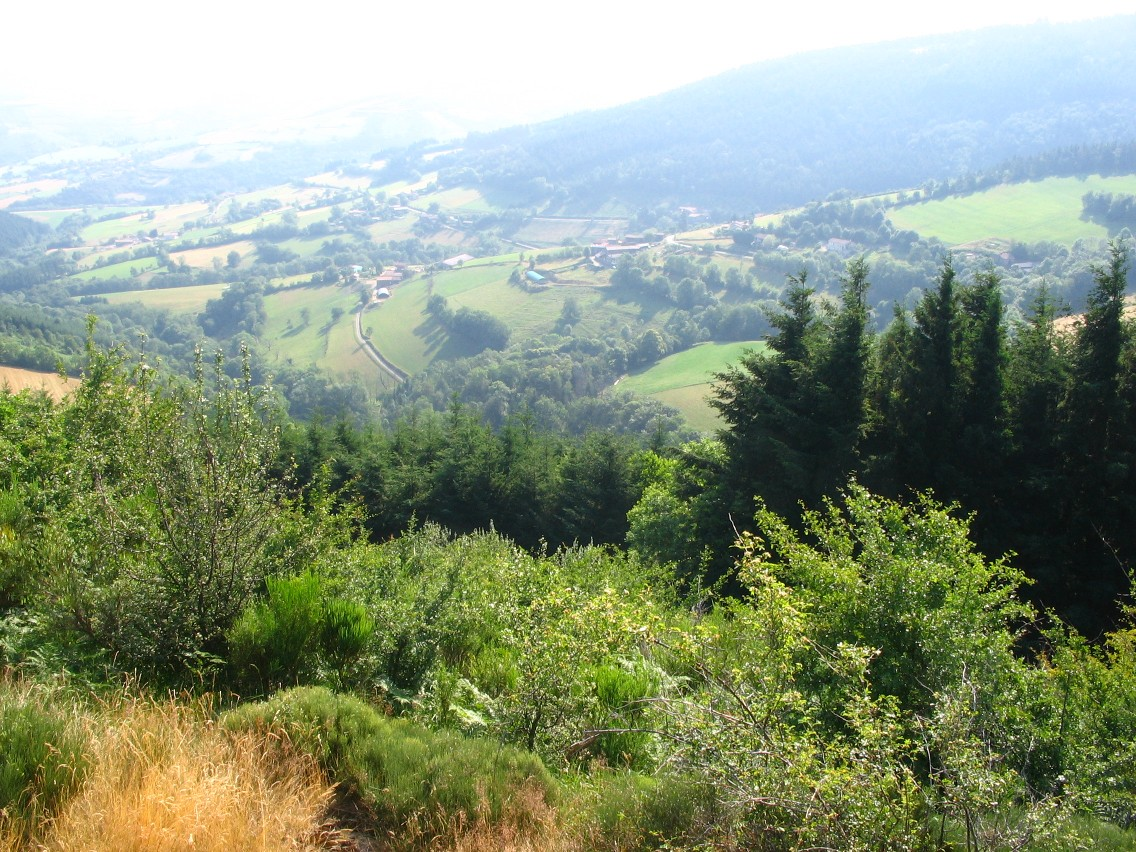
حديقة بيلات الطبيعية الإقليمية ، ترميم سابيا

وتحقيقا لهذه الغاية ، استقبلت وفد الدولة لمنح تسمية تسمح للمالك الذي يقوم بالعمل بالاستفادة من الخصومات الضريبية الكبيرة ، وينظم عمليات التمويل الجماعي والرعاية ، ولها جزء إيصالات اليانصيب التراث .

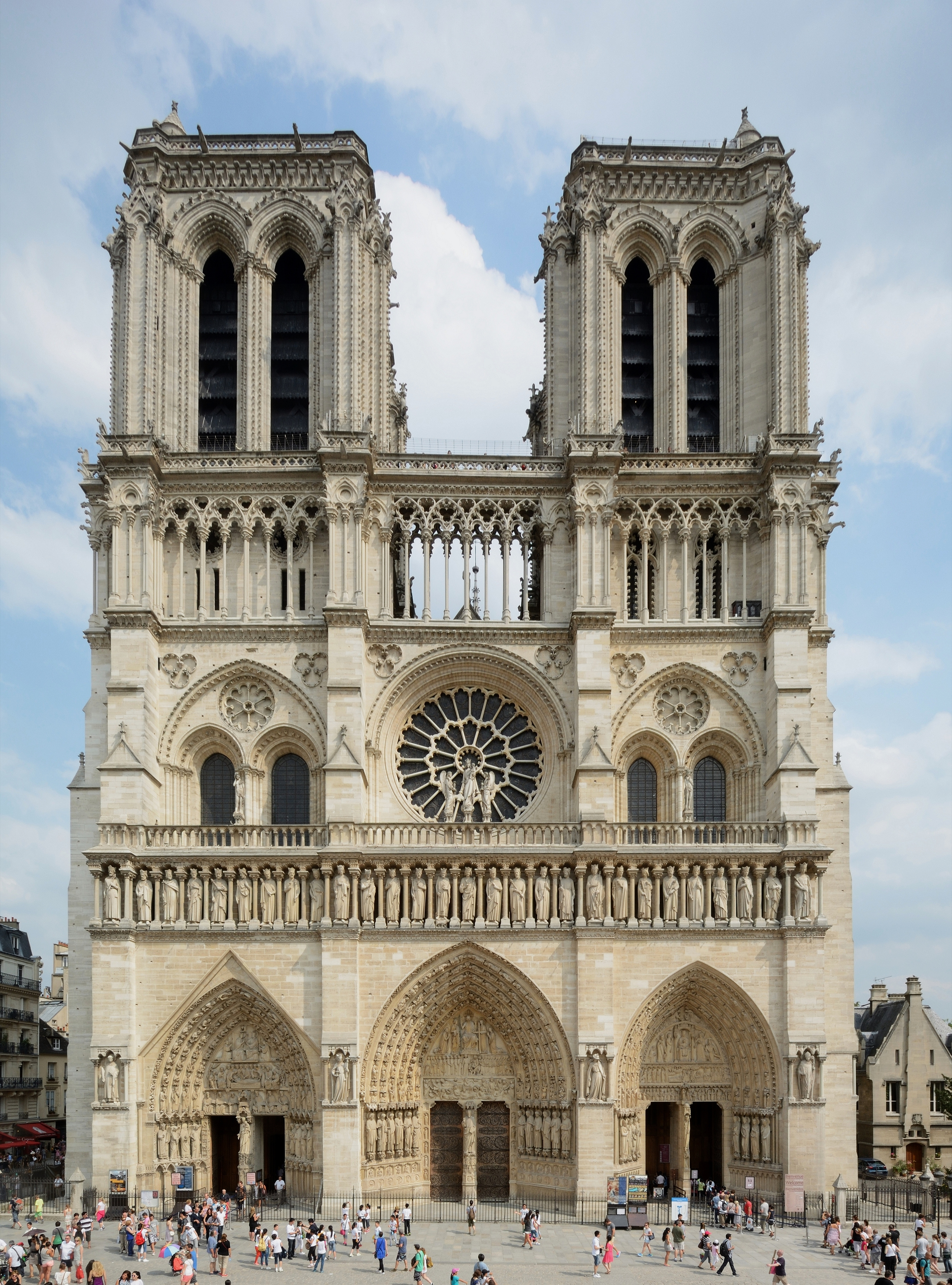
كاتدرائية نوتردام دي باريس ، 2013.
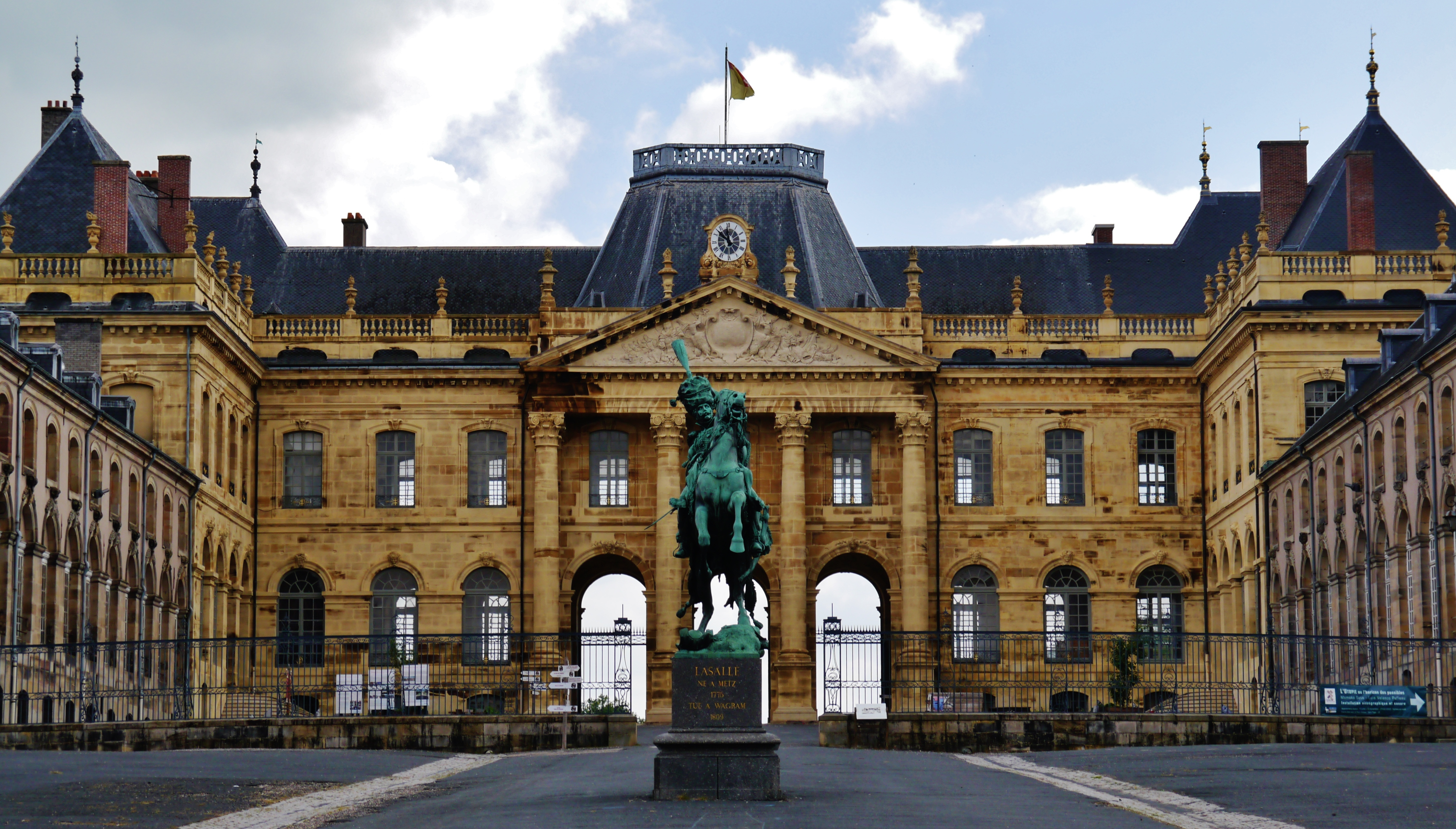
قلعة لونفيل  [لغات أخرى]‏
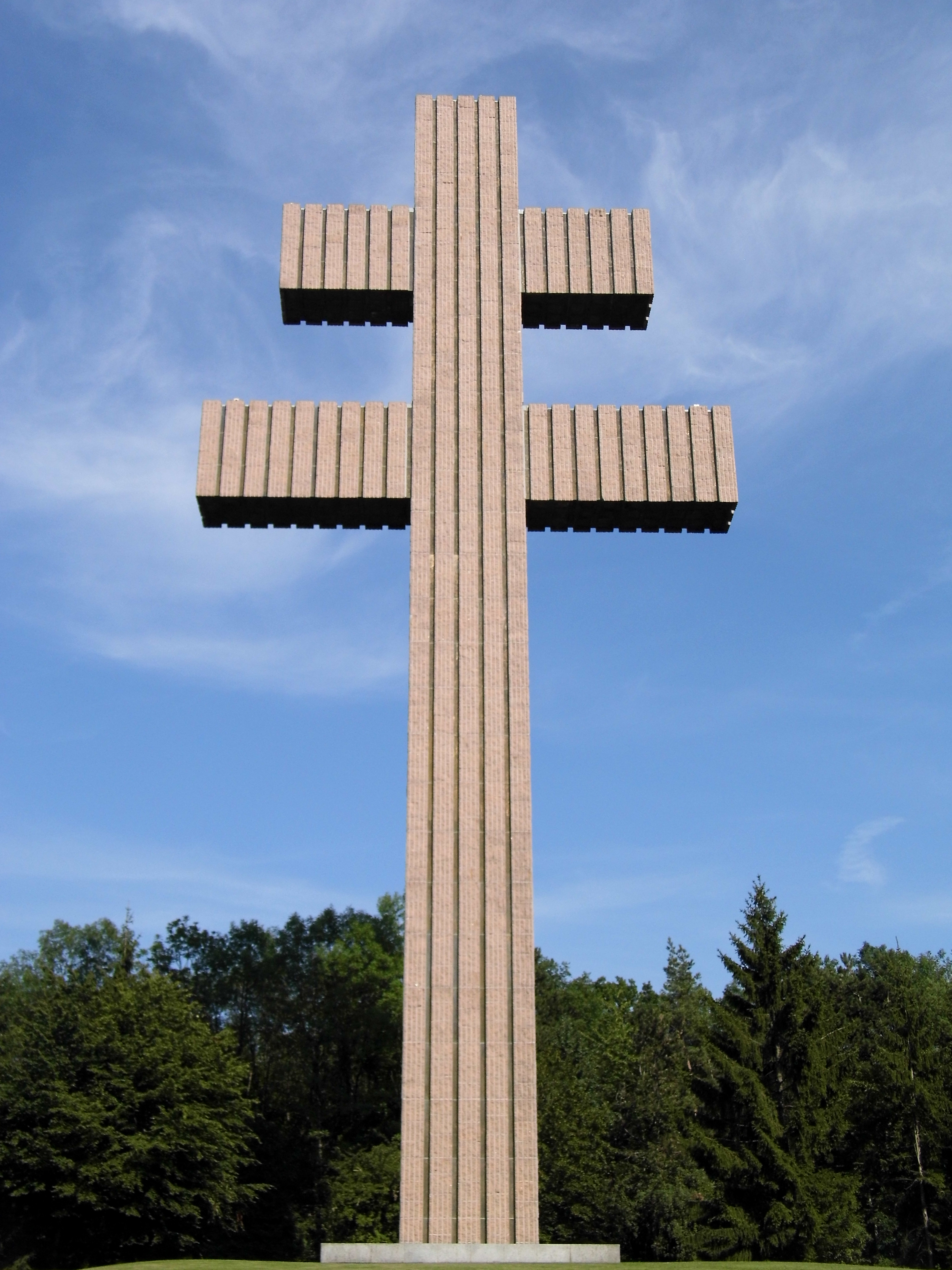
نصب شارل ديغول التذكاري  [لغات أخرى]‏
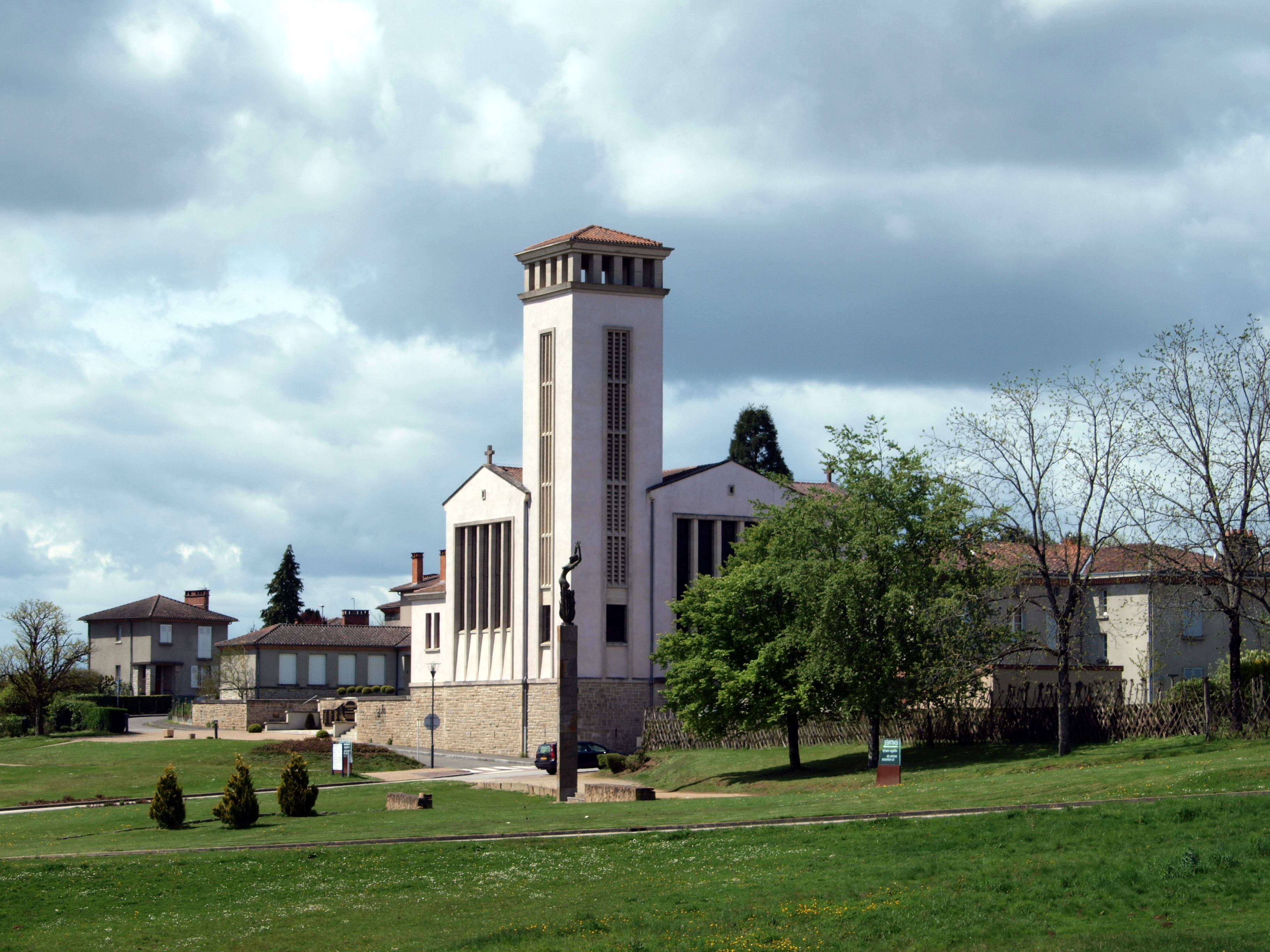
كنيسة سانت مارتن دورو الجديدة
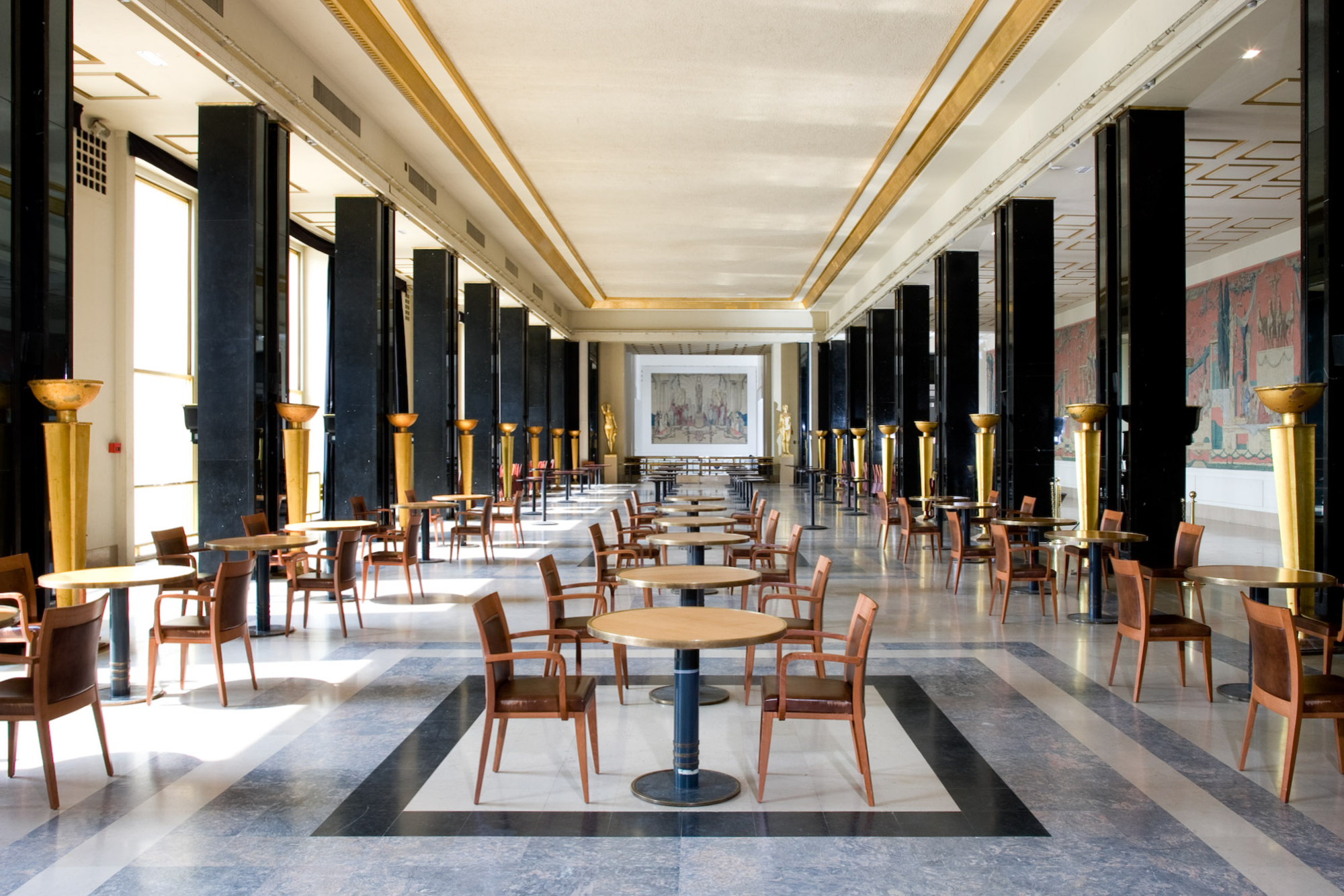
ديكور مسرح شايو الوطني